# Jacques Michiels
Jacques Michiels is een Belgisch voormalig syndicalist voor het ABVV.

## Levensloop
Hij begon zijn syndicale loopbaan bij het ABVV in Namen. In 1987 werd hij vormingsmedewerker bij de Algemene Centrale (AC), een functie die hij uitoefende tot 1993. In 2004 werd hij verkozen tot algemeen secretaris van de AC in opvolging van Alain Clauwaert, die voorzitter werd. Michiels oefende dit mandaat uit tot zijn pensioen. Hij werd opgevolgd in de hoedanigheid van algemeen secretaris door Paul Lootens.
Hij realiseerde onder meer een minimumloon in de beschutte werkplaatsen. Hierbij kwam het onder meer tot een bezetting van de Nationale Arbeidsraad (NAR). Daarnaast is hij actief in de solidariteitsbeweging met het Palestijnse volk.